# كريستيان فوغل
كريستيان فوغل (بالإسبانية: Cristian Vogel)‏ هو موسيقي ودي جيه تشيلي، ولد في 1972 في سانتياغو في تشيلي.

## وصلات خارجية
- كريستيان فوغل على موقع ميوزك برينز (الإنجليزية)
- كريستيان فوغل على موقع إن إن دي بي (الإنجليزية)
- كريستيان فوغل على موقع ديسكوغز (الإنجليزية)